# لوسارتان
لوسارتان أو لوزارتان هو إحدى الأدوية التابعة لمجموعة مضادات مستقبلات أنجيوتنسين II التي تستخدم في علاج ارتفاع ضغط الدم وفي قصور القلب وإعتلال الأعصاب السكري. تنتجه شركة MSD الأمريكية. ويتوفر بجرعتي 25 و 50 ملغ. وقد يتوفر في تركيبه مع المدرر هايدروكلورثيازايد.
لوسارتان وتنتج تثبيط المباشر للمستقبلات أنجيوتنسين الثاني. التأثير الخافض لضغط الدم ينتج بسبب حظر مستقبلات الأنجيوتينسين الذي يسبب ضيق الأوعية الدموية، إطلاق الأدوستيرون الذي يسبب إمتصاص الماء والصوديوم وارتفاع ضغط الدم، لذلك حظر مستقبلات الأنجيوتينسين 2 يعاكس كل مما سبق ويسبب انخفاض ضغط الدم. ينتج عن هذا التأثير المُحصل أكثر كفاءة لتأثير الأنجيوتنسين الثاني على القلب والأوعية الدموية وآثار جانبية أقل من مثبطات الإِنْزيمُ المُحَوِّلُ للأَنْجِيوتَنْسين.

## الإستعمالات
- يستخدم في علاج ارتفاع ضغط الدم.
- يستخدم لعلاج أمراض الكلى لدى الأشخاص المصابين بداء السكري من النوع 2 وارتفاع ضغط الدم.
- الحد من مخاطر السكتة الدماغية في المرضى الذين يعانون من تضخم البطين الأيسر وارتفاع ضغط الدم.

## موانع الاستعمال
- فرط الحساسية لاي من مكونات الدواء.

## المخاطر
- انخفاض ضغط الدم / بطء ضربات القلب: انخفاض ضغط الدم الحاد يمكن أن يحدث؛ بطء ضربات القلب والذبحة الصدرية يمكن أن تصاحب زيادة ضغط الدم. ويمكن أيضا أن يحدث نقص ضغط الدم الوضعي. يستخدم بحذر في استنفاذ حجم الدم وانخفاض ضغط الدم المعتدل، ويستخدم بحذر شديد مع احتشاء عضلة القلب واحتشاء البطين الأيمن المشتبه.
- زيادة مستوى البوتاسيوم: يجب رصد ضغط الدم ووظائف الكلوي وكمية البوتاسيوم في الدم (فهذا الدواء قد يسبب زيادة مستويات البوتاسيوم لدى بعض المرضى) بانتظام عند أخذ هذا الدواء.
- تراجع وظائف الكلى: قد يسبب هذا الدواء تراجع وظائف الكلى و / أو زيادة في كرياتينين المصل، وبخاصة في المرضى الذين يعانون من انخفاض تدفق الدم الكلوي (تضيق الشريان الكلوي، وفشل القلب).

## المحاذير
يستخدم بحذر في الحالات التالية:
- تضيق الأبهر / المترالي: يستخدم بحذر في المرضى الذين يعانون من التضيق الواضح في الشريان الأبهر / الصمام التاجي.
- فشل القلب
- اختلال وظائف الكبد
- نقص حجم الدم
- تضيق الشريان الكلوي
- الفشل الكلوي
- الحمل: يجب تجنبه، لا توجد دراسات كافية حول استخدامه.
- الرضاعة: غير معروف إن كان يفرز في حليب الأم، يجب تجنبه.

## الأعراض الجانبية
الأعراض الجانبية الأكثر شيوعا:
- انخفاض ضغط الدم.
- ألم الصدر.
- الدوخة.
- الدوار.
- السعال.
- الصداع.
- الإغماء (الغشيان).
- انخفاض السكر
- اضطرابات في القناة الهضمية، مثل الغثيان والألم والإسهال.
- التعب.
- التهاب القصبات الهوائية.
- تراجع وظائف الكلى.

## التداخلات الدوائية
إذا كنت تتناول أي من الأدوية التالية أخبر الطبيب أو الصيدلاني، فقد تحتاج إلى تعديل الجرعة أو إجراء فحوصات معينة:
- مدرات البول مثل فوروسيميد
- الأدوية الأخرى التي تخفض ضغط الدم، قد يعزز من تأثير على ضغط الدم مثل مثبطات مستقبلات بيتا، مثبطات مستقبلات ألفا، مدرات البول، مثبطات انزيم المحول للانجيوتسنين، على سبيل المثال إنالابريل، كابتوبريل.
- مثبطات فسفودايستراز 5 (مثل السيلدينافيل (فياغرا)، تادالافيل، أو فاردينافيل).
- مضادات الالتهاب غير الستيرويدية (المسكنات)، مثل ديكلوفيناك أو الإيبوبروفين
- الأدوية الأخرى التي يمكن أن تزيد مستويات البوتاسيوم في الدم أو مكملات البوتاسيوم.
- مدرات البول الحافظة للبوتاسيوم مثل: سبيرونولاكتون، تريامتيرين، أميلوريد
- تاريميثوبريم
- فوسفات الصوديوم
- ريتوكسيماب
- البنتوكسيفيلين
- مثبطات أوكسياز أحادي الأمين
- إبليرينون
- أملاح الليثيوم
- ديازوكسيد
- أميفوستين

### التخزين
يخزن في درجة حرارة بين 15 - 30 درجة مئوية، بعيدا عن الضوء وبعيدا عن متناول الأطفال.

## الأبحاث
تبين أن اللوسارتان يقوم بعملية التنظيم التقليلي عن تحويل عامل النمو بيتا (TGF-β) إلى أنواع المستقبلات I وII في كلى الفئران لمرضى بالسكري، وقد تكون مسؤولة جزئيا عن آثاره وقاية تثبيت الكلية
.

## وصلات خارجية
- Cozaar prescribing information ميرك آند كو
- Hyzaar prescribing information ميرك آند كو